# Mistrovství Evropy v atletice 1990

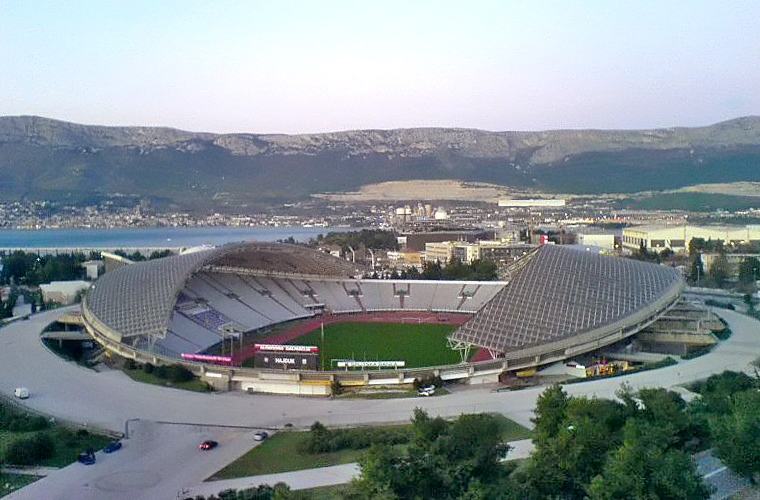
Gradski stadion u Poljudu ve Splitu

15. mistrovství Evropy v atletice se uskutečnilo ve dnech 26. srpna – 2. září 1990 v jugoslávském Splitu (dnes Chorvatsko) na stadionu Poljud.
Na programu bylo celkově 43 disciplín (24 mužských a 19 ženských). Na šampionátu padl světový rekord ve štafetě na 4 × 100 metrů. Postaralo se o něj mužské kvarteto z Francie, časem 37,79 s.

## Medailisté

### Muži
| Soutěž            | Zlato                                                                              | Stříbro                                                                             | Bronz                                                                |
| ----------------- | ---------------------------------------------------------------------------------- | ----------------------------------------------------------------------------------- | -------------------------------------------------------------------- |
| 100 m             | Linford Christie 10,00                                                             | Daniel Sangouma 10,04                                                               | John Regis 10,07                                                     |
| 200 m             | John Regis 20,11                                                                   | Jean-Charles Trouabal 20,31                                                         | Linford Christie 20,33                                               |
| 400 m             | Roger Black 45,08                                                                  | Thomas Schönlebe 45,13                                                              | Jens Carlowitz 45,27                                                 |
| 800 m             | Tom McKean 1:44,76                                                                 | David Sharpe 1:45,59                                                                | Piotr Piekarski 1:45,76                                              |
| 1500 m            | Jens-Peter Herold 3:38,25                                                          | Gennaro Di Napoli 3:38,60                                                           | Mário Silva 3:38,73                                                  |
| 5000 m            | Salvatore Antibo 13:22,00                                                          | Gary Staines 13:22,45                                                               | Sławomir Majusiak 13:22,92                                           |
| 10 000 m          | Salvatore Antibo 27:41,27                                                          | Are Nakkim 28:04,04                                                                 | Stefano Mei 28:04,46                                                 |
| Maraton           | Gelindo Bordin 2.14:02                                                             | Gianni Poli 2.14:55                                                                 | Dominique Chauvelier 2.15:20                                         |
| 110 m překážek    | Colin Jackson 13,18                                                                | Tony Jarrett 13,21                                                                  | Dietmar Koszewski 13,50                                              |
| 400 m překážek    | Kriss Akabusi 47,92                                                                | Sven Nylander 48,43                                                                 | Nicklas Wallenlind 48,52                                             |
| 3000 m překážek   | Francesco Panetta 8:12,66                                                          | Mark Rowland 8:13,27                                                                | Alessandro Lambruschini 8:15,82                                      |
| Štafeta 4 × 100 m | Francie 37,79 Max Morinière Daniel Sangouma Jean-Charles Trouabal Bruno Marie-Rose | Spojené království 37,98 Darren Braithwaite John Regis Marcus Adam Linford Christie | Itálie 38,39 Mario Longo Ezio Madonia Sandro Floris Stefano Tilli    |
| Štafeta 4 × 400 m | Spojené království 2:58,22 Paul Sanders Kriss Akabusi John Regis Roger Black       | Západní Německo 3:00,64 Klaus Just Edgar Itt Carsten Köhrbrück Norbert Dobeleit     | NDR 3:01,51 Rico Lieder Karsten Just Thomas Schönlebe Jens Carlowitz |
| Chůze na 20 km    | Pavol Blažek 1.22:05                                                               | Daniel Plaza 1.22:22                                                                | Thierry Toutain 1.23:22                                              |
| Chůze na 50 km    | Andrej Perlov 3.54:36                                                              | Bernd Gummelt 3.56:33                                                               | Hartwig Gauder 4.00:48                                               |
| Skok do výšky     | Dragutin Topić 2,34 m                                                              | Alexej Jemelin 2,34 m                                                               | Georgi Dakov 2,34 m                                                  |
| Skok o tyči       | Radion Gataullin 5,85 m                                                            | Grigorij Jegorov 5,75 m                                                             | Hermann Fehringer 5,75 m                                             |
| Skok daleký       | Dietmar Haaf 8,25 m                                                                | Ángel Hernández 8,15 m                                                              | Borut Bilač 8,09 m                                                   |
| Trojskok          | Leonid Vološin 17,74 m                                                             | Christo Markov 17,43 m                                                              | Igor Lapšin 17,34 m                                                  |
| Vrh koulí         | Ulf Timmermann 21,32 m                                                             | Oliver-Sven Buder 21,01 m                                                           | Georg Andersen 20,71 m                                               |
| Hod diskem        | Jürgen Schult 64,58 m                                                              | Erik de Bruin 64,46 m                                                               | Wolfgang Schmidt 64,10 m                                             |
| Hod kladivem      | Igor Astapkovič 84,14 m                                                            | Tibor Gécsek 80,14 m                                                                | Igor Nikulin 80,02 m                                                 |
| Hod oštěpem       | Steve Backley 87,30 m                                                              | Viktor Zajcev 83,30 m                                                               | Patrik Bodén 82,66 m                                                 |
| Desetiboj         | Christian Plaziat 8 574 bodů                                                       | Dezső Szabó 8 436 bodů                                                              | Christian Schenk 8 433 bodů                                          |

### Ženy
| Soutěž            | Zlato                                                                            | Stříbro                                                                                           | Bronz                                                                                               |
| ----------------- | -------------------------------------------------------------------------------- | ------------------------------------------------------------------------------------------------- | --------------------------------------------------------------------------------------------------- |
| 100 m             | Katrin Krabbeová 10,89                                                           | Silke Möllerová 11,10                                                                             | Kerstin Behrendtová 11,17                                                                           |
| 200 m             | Katrin Krabbeová 21,95                                                           | Heike Drechslerová 22,19                                                                          | Galina Malčuginová 22,23                                                                            |
| 400 m             | Grit Breuerová 49,50                                                             | Petra Müllerová 50,51                                                                             | Marie-José Pérecová 50,84                                                                           |
| 800 m             | Sigrun Wodarsová 1:55,87                                                         | Christine Wachtelová 1:56,11                                                                      | Lilija Nurutdinovová 1:57,39                                                                        |
| 1500 m            | Snežana Pajkićová 4:08,12                                                        | Ellen Kiesslingová 4:08,67                                                                        | Sandra Gasserová 4:08,89                                                                            |
| 3000 m            | Yvonne Murrayová 8:43,06                                                         | Jelena Romanovová 8:43,68                                                                         | Roberta Brunetová 8:46,19                                                                           |
| 10 000 m          | Jelena Romanovová 31:46,83                                                       | Kathrin Ullrichová 31:47,70                                                                       | Annette Sergentová 31:51,68                                                                         |
| Maraton           | Rosa Motaová 2.31:27                                                             | Valentina Jegorovová 2.31:32                                                                      | Maria Rebelová 2.35:51                                                                              |
| 100 m překážek    | Monique Éwanjé-Épée 12,79                                                        | Gloria Kovariková 12,91                                                                           | Lidia Jurkovová 12,92                                                                               |
| 400 m překážek    | Taťjana Ledovská 53,62                                                           | Anita Prottiová 54,36                                                                             | Monica Westénová 54,75                                                                              |
| Štafeta 4 × 100 m | NDR 41,68 Silke Möllerová Katrin Krabbeová Kerstin Behrendtová Sabine Güntherová | Západní Německo 43,09 Gabi Lippeová Ulrike Sarvariová Andrea Thomasová Silke Knollová             | Spojené království 43,32 Stephanie Douglasová Beverley Kinchová Simone Jacobsová Paula Thomasová    |
| Štafeta 4 × 400 m | NDR 3:21,02 Manuela Derrová Annett Hesselbarthová Petra Müllerová Grit Breuerová | Sovětský svaz 3:23,34 Jelena Vinogradovová Ludmila Džigalovová Taťjana Ledovská Jelena Ruzinovová | Spojené království 3:24,78 Sally Gunnellová Jennifer Stouteová Patricia Beckfordová Linda Keoughová |
| Chůze na 10 km    | Annarita Sidotiová 44:00                                                         | Olga Kardopolcevová 44:06                                                                         | Ileana Salvadorová 44:38                                                                            |
| Skok do výšky     | Heike Henkelová 1,99 m                                                           | Biljiana Petrovičová 1,96 m                                                                       | Jelena Jelesinová 1,96 m                                                                            |
| Skok daleký       | Heike Drechslerová 7,30 m                                                        | Marieta Ilcuová 7,09 m                                                                            | Helga Radtkeová 6,94 m                                                                              |
| Vrh koulí         | Astrid Kumbernussová 20,38 m                                                     | Natalja Lisovská 20,06 m                                                                          | Kathrin Neimkeová 19,96 m                                                                           |
| Hod diskem        | Ilke Wyluddaová 68,46 m                                                          | Olga Burovová 66,72 m                                                                             | Martina Hellmannová 66,66 m                                                                         |
| Hod oštěpem       | Päivi Alafranttiová 67,68 m                                                      | Karen Forkelová 67,56 m                                                                           | Petra Felkeová 66,56 m                                                                              |
| Sedmiboj          | Sabine Braunová 6 688 bodů                                                       | Heike Tischlerová 6 572 bodů                                                                      | Peggy Beerová 6 531 bodů                                                                            |

## Medailové pořadí
| Umístění | Stát                           | Zlato | Stříbro | Bronz | Celkem |
| -------- | ------------------------------ | ----- | ------- | ----- | ------ |
| 1.       | Německá demokratická republika | 12    | 12      | 10    | 34     |
| 2.       | Spojené království             | 9     | 5       | 4     | 18     |
| 3.       | Sovětský svaz                  | 6     | 9       | 6     | 21     |
| 4.       | Itálie                         | 5     | 2       | 5     | 12     |
| 5.       | Francie                        | 3     | 2       | 5     | 10     |
| 6.       | Západní Německo                | 3     | 2       | 2     | 7      |
| 7.       | SFR Jugoslávie                 | 2     | 1       | 1     | 4      |
| 8.       | Portugalsko                    | 1     | 0       | 1     | 2      |
| 9.       | Československo                 | 1     | 0       | 0     | 1      |
| 9.       | Finsko                         | 1     | 0       | 0     | 1      |
| 11.      | Maďarsko                       | 0     | 2       | 0     | 2      |
| 11.      | Španělsko                      | 0     | 2       | 0     | 2      |
| 13.      | Švédsko                        | 0     | 1       | 3     | 4      |
| 14.      | Bulharsko                      | 0     | 1       | 1     | 2      |
| 14.      | Norsko                         | 0     | 1       | 1     | 2      |
| 14.      | Švýcarsko                      | 0     | 1       | 1     | 2      |
| 17.      | Nizozemsko                     | 0     | 1       | 0     | 1      |
| 17.      | Rumunsko                       | 0     | 1       | 0     | 1      |
| 19.      | Polsko                         | 0     | 0       | 2     | 2      |
| 20.      | Rakousko                       | 0     | 0       | 1     | 1      |